# کوتریپتیلین
کوتریپتیلین(به انگلیسی: Cotriptyline) (SD-2203-01) یک داروی ضدافسردگی سه‌حلقه ای (TCA) است که هرگز به بازار عرضه نشد.